# Glocester
Glocester es un pueblo ubicado en el condado de Providence en el estado estadounidense de Rhode Island. En el año 2000 tenía una población de 9,948 habitantes y una densidad poblacional de 32 personas por km².

## Geografía
Glocester se encuentra ubicado en las coordenadas 41°53′27″N 71°41′26″O / 41.89083, -71.69056. Según la Oficina del Censo, la ciudad tiene un área total de 147,2 km² (56,8 mi²), de la cual 142 km² (54,8 mi²) es tierra y 5,2 km² (2 mi²) (3.55%) es agua.

## Demografía
Según la Oficina del Censo en 2000 los ingresos medios por hogar en la localidad eran de $57,537, y los ingresos medios por familia eran $62,679. Los hombres tenían unos ingresos medios de $39,112 frente a los $29,071 para las mujeres. La renta per cápita para la localidad era de $22,914. Alrededor del 4.4% de la población estaban por debajo del umbral de pobreza.